# Strażnica KOP „Jałówka”
Strażnica KOP „Jałówka” – zasadnicza jednostka organizacyjna Korpusu Ochrony Pogranicza pełniąca służbę ochronną na granicy polsko-sowieckiej.

## Formowanie i zmiany organizacyjne
W 1924 w składzie 3 Brygady Ochrony Pogranicza, został sformowany 7 batalion graniczny. W 1928 w skład batalionu wchodziło 16 strażnic. W 3 kompanii KOP „Dziwniki” funkcjonowała (14) strażnica KOP „Karczemno”. Po 1934 przeniesiono strażnicę do Jałówki. W latach 1928–1939 strażnica znajdowała się w strukturze 3 kompanii KOP „Dziwniki”  batalionu KOP „Podświle” z pułku KOP „Głębokie”. Strażnica liczyła około 18 żołnierzy i rozmieszczona była przy linii granicznej z zadaniem bezpośredniej ochrony granicy państwowej.
W 1932 obsada strażnicy zakwaterowana była w budynku prywatnym. Strażnicę z macierzystą kompanią łączył trakt długości 1,6 km i droga polna długości 2,1 km.

## Służba graniczna
Podstawową jednostką taktyczną Korpusu Ochrony Pogranicza przeznaczoną do pełnienia służby ochronnej był batalion graniczny. Odcinek batalionu dzielił się na pododcinki kompanii, a te z kolei na pododcinki strażnic, które były „zasadniczymi jednostkami pełniącymi służbę ochronną”, w sile półplutonu. Służba ochronna pełniona była systemem zmiennym, polegającym na stałym patrolowaniu strefy nadgranicznej, wystawianiu posterunków alarmowych, obserwacyjnych i kontrolnych stałych, patrolowaniu i organizowaniu zasadzek w miejscach rozpoznanych jako niebezpieczne, kontrolowaniu dokumentów i zatrzymywaniu osób podejrzanych, a także utrzymywaniu ścisłej łączności między oddziałami i władzami administracyjnymi. Strażnice KOP stanowiły pierwszy rzut ugrupowania kordonowego Korpusu Ochrony Pogranicza.
Strażnica KOP „Jałówka” w 1932 ochraniała pododcinek granicy państwowej szerokości 4 kilometrów 200 metrów od słupa granicznego nr 203 do 213, a w 1938 pododcinek szerokości 5 kilometrów 550 metrów od słupa granicznego nr 200 do 213.
Sąsiednie strażnice:
- strażnica KOP „Cielesze” ⇔ strażnica KOP „Osinówka” − 1928[4], 1929[5]
- strażnica KOP „Cielesze” ⇔ strażnica KOP „Horodek” – 1931[6] , 1932[7], 1934[8]
- strażnica KOP „Stelmachowo Wielkie” ⇔ strażnica KOP „Osinówka” – 1938[9]

## Walki we wrześniu 1939
17 września 1939 strażnice 3 kompanii granicznej „Dziwniki” por. Bronisława Olecha zaatakowane zostały przez jednostki 5 Dywizji Strzeleckiej i 13 oddziału ochrony pogranicza NKWD. Po krótkiej walce uległy przeważającym siłom przeciwnika. Strażnica KOP „Jałówka” została zniszczona.